# Haus Sperl
Das Haus Sperl ist das Wohnhaus von Ingeborg und Gerfried Sperl in Zurndorf-Friedrichshof, das 1996 von Adolf Krischanitz entworfen wurde.

## Baugeschichte
Voraussetzung für die Errichtung des Hauses war die Erstellung eines Masterplanes für ein Gebiet über 150 Häusern. Das Grundkonzept des Wohnhauses Sperl – wie auch für die anderen 150 Häuser – folgt dem typischen burgenländischen Langhof. Der Masterplan sieht lange schmale Parzellen vor. Aufgrund der Schlankheit der Parzellen ist es notwendig, die Gebäude aneinander zu reihen. Es handelt sich um eine Abfolge an Höfen und Wohnräumen, die in ihrer Länge erweiterbar sind. Ausgleichsflächen können Atrien oder Gartenflächen am Ende der Gebäude sein. Es können so unterschiedliche Hausgrößen realisiert werden. Im Jahr 1995 wurde der Masterplan entworfen und 1996 das Haus erstellt. Mitarbeiter der 1. Phase war Markus Grob und Mitarbeiter der 2. Phase waren Mark Gilbert, Dirk Haid, Karoline Mayer, Wendy Wulff. Die Bauingenieure Gmeiner und Haferl zeichneten verantwortlich für die Tragfähigkeit des Hauses. Fotografisch wurde das Einfamilienhaus von Margherita Spiluttini dokumentiert. 2001 wurde das Haus nördlich um einen Hof und ein Zimmer erweitert. Das Haus Sperl wurde in der Burgenland ORF veröffentlicht.
2007 ließen sich Ingeborg und Gerfried Sperl ein Gewächshaus und 2010 ein Atelierhaus von Adolf Krischanitz errichten, das ebenfalls eine Auszeichnung des Architekturpreises des Landes Burgenland erhielt und von Lukas Roth fotografiert wurde.

## Preise
- 2002: Auszeichnung – Architekturpreis des Landes Burgenland[9][10]

## Sammlung
Pläne, Schriften und Modelle befinden sich im Architekturzentrum Wien.